# Andrés Lamas (Fußballspieler)
Andrés Lamas, vollständiger Name Andrés Lamas Bervejillo, (* 16. Januar 1984 in Montevideo) ist ein uruguayischer ehemaliger Fußballspieler.

## Karriere
Der je nach Quellenlage 1,86 Meter oder 1,88 Meter große Defensivakteur Lamas stand mindestens seit der Apertura 2004 im Kader des in der Primera División antretenden Vereins Defensor Sporting aus Montevideo. In der Saison 2007/08 gehörte er dort dem Team an, das den uruguayischen Landesmeistertitel gewann. Dazu trug er mit drei Treffern in der Apertura und einem im Halbfinale bei. Lamas stand in den beiden entscheidenden Halbfinalspielen gegen Peñarol am 22. Juni 2008 und 25. Juni 2008 jeweils in der Startformation. In der Saison 2007/08 wird auch eine Station auf Leihbasis bei Ankaragücü geführt. Bei den Türken bestritt er insgesamt 13 Ligapartien. Es folgte von Juli 2008 bis Juli 2009 eine Station bei Recreativo de Huelva in Spanien. Die Spanier hatten eine Ablösesumme in Höhe von 850.000 Euro für den Spieler an Defensor entrichtet und ihn mit einem Dreijahresvertrag ausgestattet. Von seinem Debüt in der Primera División am 28. September 2008 gegen Almería bis zu seinem letzten Einsatz am 17. Mai 2009 gegen Numancia wurde er in 13 Ligaspielen und zwei Begegnungen der Copa del Rey eingesetzt. Von dort wechselte der Innenverteidiger Lamas im Juli 2009 leihweise für ein Jahr zu UD Las Palmas. Für den seinerzeitigen Zweitligisten absolvierte er 22 Ligaspiele und schoss vier Tore. Anschließend kehrte er im Juli 2010 für rund zweieinhalb Jahre zu Recreativo de Huelva zurück. In der Spielzeit 2010/11 sind dort 24 Spiele in der Segunda División und vier Treffer für ihn verzeichnet. 2011/12 kam er offenbar nicht zum Zug. Sodann war ab Februar 2013 bis August 2013 AD Alcorcón sein Arbeitgeber. Bis Mitte Januar 2014 stand er in Reihen von Liverpool Montevideo. Dort erzielte er einen Treffer bei insgesamt zwölf Einsätzen in der höchsten uruguayischen Spielklasse. Seither spielt er für Independiente del Valle. Bei den Ecuadorianern lief er in 16 Ligapartien auf und schoss drei Tore. Zudem bestritt er sechs Begegnungen in der Copa Libertadores.
Anfang August 2014 unterschrieb er einen Zweijahresvertrag beim FC Luzern. Beim schweizerischen Klub konnte er sich jedoch weder unter Trainer Carlos Bernegger noch bei dessen Nachfolger Markus Babbel durchsetzen und bestritt lediglich vier Ligaspiele (kein Tor) und eine Partie (kein Tor) im Schweizer Pokal. Am 27. Januar 2015 wurde vermeldet, dass Lamas und sein Schweizer Arbeitgeber sich einvernehmlich auf die sofortige Auflösung des bis Juni 2016 laufenden Vertrages geeinigt haben. Unmittelbar im Anschluss wechselte Lamas zum ecuadorianischen Klub Barcelona Sporting Club, bei dem er einen Zweijahresvertrag unterschrieb. Dort lief er siebenmal (ein Tor) in der Primera A und dreimal (kein Tor) in der Copa Libertadores 2015 auf. Im Januar 2016 schloss er sich ein weiteres Mal Defensor Sporting an und bestritt in der Clausura 2016 sechs und in der Saison 2016 zehn jeweils persönlich torlose Erstligaspiele für den Klub. 2018/19 war er bei Atlético Tucumán und ab 2020 wieder bei Defensor Sporting. Er wechselte 2022 zu CA Cerro und beendete im darauffolgenden Jahr seine Karriere.

## Erfolge
- Uruguayischer Meister 2007/08